# Bayadera fasciata
Bayadera fasciata là loài chuồn chuồn trong họ Euphaeidae (Epallagidae). Loài này được Sjöstedt mô tả khoa học đầu tiên năm 1933.